# Miss Atlántico Internacional 2007
Miss Atlântico Internacional 2007 foi a 13ª. edição do tradicional concurso de beleza feminino de nível internacional sob o nome Miss Atlântico que ocorre anualmente na cidade de Punta del Este, no Uruguai. O certame foi transmitido ao vivo pelo sinal da Teledoce através do Canal 12. O evento ainda contou com a participação de doze candidatas e o embalo das músicas do grupo Anthology "Beatles Music Group" do Uruguai.  A vencedora desta edição foi a argentina Soraya Antonella Bohl. 

## Resultados

### Colocações
| Posição   | País e Candidata          |
| Vencedora | - Argentina - Soraya Bohl |
| 2º. Lugar | - México - Natalia Suárez |
| 3º. Lugar | - Equador - Laura Cruz    |

### Premiações Especiais
O concurso distribuiu as seguintes premiações: 
| Prêmio              | País e Candidata            |
| Miss Internet       | - Venezuela - Myriam Abreu  |
| Miss Simpatia       | - Argentina - Soraya Bohl   |
| Melhor Fantasia     | - Venezuela - Myriam Abreu  |
| Melhor Traje Típico | - Uruguai - Fatimih D'Ávila |

## Candidatas
Candidatas que disputaram o concurso este ano:
| - Argentina - Soraya Antonella Bohl - Bolívia - Nathaly Edgley Winter - Brasil - Jordana Sidô Nogueira - Chile - Graciel Muñoz Tápia - Colômbia - Laritza Guerrero - Equador - Laura Cruz | - México - Natalia Pérez Suárez - Paraguai - Sandra Ruiz Díaz - Porto Rico - Melissa Cabral - República Dominicana - Karina Luisa Betances - Uruguai - Fatimih D'Ávila - Venezuela - Myriam Janet Abreu |